# Segelfluggelände Altdorf-Hagenhausen

i7
i11
i13
Das Segelfluggelände Altdorf-Hagenhausen liegt im Gemeindeteil Hagenhausen der Stadt Altdorf bei Nürnberg im Landkreis Nürnberger Land in Bayern, etwa 5 km östlich des Zentrums von Altdorf.

## Flugbetrieb
Das Segelfluggelände ist mit einer 550 m langen und 30 m breiten Start- und Landebahn aus Gras (Richtung 05/23) ausgestattet. Es besitzt eine Betriebszulassung für Segelflugzeuge, Motorsegler und Ultraleichtflugzeuge. Der Start von Segelflugzeugen erfolgt per Flugzeugschlepp oder Windenstart. Der Halter und Betreiber des Segelfluggeländes sind die Segelflieger im Post-Sportverein Nürnberg e. V.